# 湖貝駅
湖貝駅（こばいえき）は中華人民共和国深圳市福田区に位置する2号線（蛇口線）の駅。

## 駅構造
- 単式ホーム2面2線を有する地下駅。ホームドアを設置。

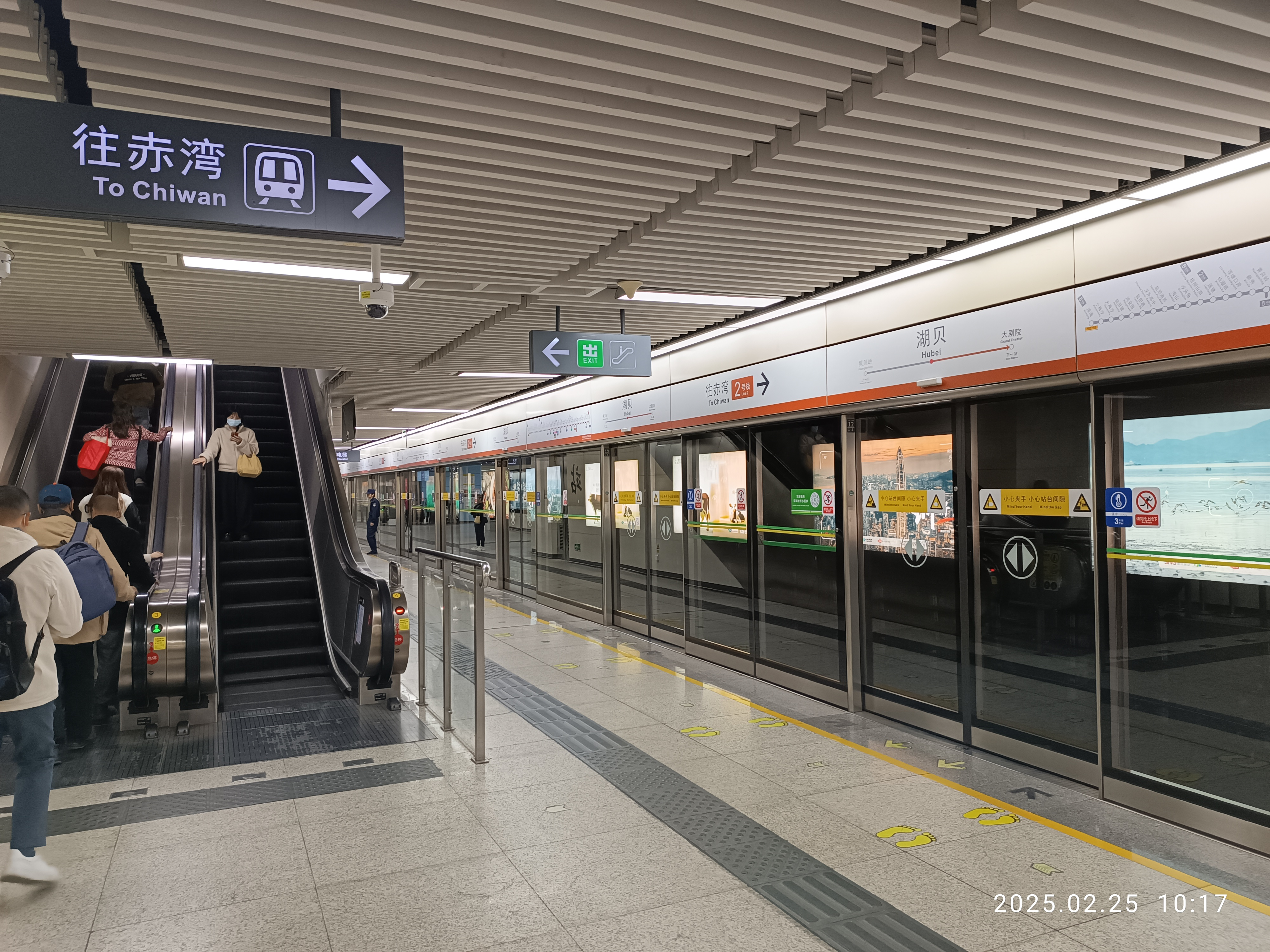
ホーム(2025年2月)

| 2号線ホーム (B2F) | 単式ホーム                  |
| 2号線ホーム (B2F) | ■2号線（蛇口線） 赤湾方面 → |
| 2号線ホーム (B3F) | 単式ホーム                  |
| 2号線ホーム (B3F) | ← ■2号線（蛇口線） 新秀方面 |

- ホーム(2025年2月)

## 歴史
- 2010年2月2日 - 深圳市規画国土資源委員会、計画時の駅名「東門」を「湖貝」に改名決定[1]。
- 2011年6月28日 - 開業。

## 隣の駅
■2号線（蛇口線）
大劇院駅 - 湖貝駅 - 黄貝嶺駅